# Volksbank Halle/Westf.
Die Volksbank Halle/Westf. eG ist eine deutsche Genossenschaftsbank mit Sitz in der nordrhein-westfälischen Stadt Halle (Westf.) im Kreis Gütersloh.

## Geschichte
Die Wurzeln der heutigen Volksbank Halle/Westf. eG gehen zurück auf die Gründung des Spar- und Darlehenskassenvereins in Westbarthausen am 9. Juli 1887. Im Jahr 1948 firmierte dieser um in Spar- und Darlehnskasse Ostbarthausen eGmbH und weitere sieben Jahre später erfolgte der nächste Namenswechsel in Spar- und Darlehnskasse Borgholzhausen-Bahnhof-Ravensberg eGmbH.
Es folgten die Gründungen der Spar- und Darlehensvereine in Hörste, Halle (Westf.) und Künsebeck in den Jahren 1889 und 1890. Am 19. März 1890 wurde ebenfalls der Borgholzhausener Spar- und Darlehnskassenverein in Borgholzhausen gegründet. Im Jahr 1929 fusionierte der Spar- und Darlehnsverein Hörste eGmuH mit der Spar- und Darlehnskasse eGmuH Halle/Westf. mit dem Sitz in Halle (Westf.).
Im Jahr 1926 wurde die Gewerbebank eGmbH Halle/Westf. gegründet, die 1942 in Volksbank Halle/Westfalen eGmbH umbenannt wurde. 1944 folgte die kriegsbedingte Zwangsfusion mit der Spar- und Darlehenskasse Halle eGmbH, die sich dann 1950 wieder neu gegründet hat. Weitere Meilensteine waren die Gründung der Filiale in Werther (Westf.) im Jahr 1971 sowie die Fusion der Spar- und Darlehenskasse Borgholzhausen eGmbH mit dem Sitz in Borgholzhausen mit der Spar- und Darlehnskasse Borgholzhausen-Bahnhof-Ravensberg eGmbH mit dem Sitz in Westbarthausen und der Spar- und Darlehnskasse eGmbH Halle/Westf. im Jahr 1972 zur Spar- und Darlehnskasse eGmbH Halle/Westf.
Die bisher letzte Fusion erfolgte im Jahr 1982, als aus der Spar- und Darlehnskasse eG Halle/Westf. und der Volksbank Halle/Westf. eG die heutige Volksbank Halle/Westf. eG entstand. Im Jahr 2012 feierte die Volksbank Halle/Westf. eG ihr 125-jähriges Jubiläum.

## Rechtsverhältnisse
Die Volksbank Halle/Westf. eG ist im Genossenschaftsregister beim Amtsgericht Gütersloh unter GnR 145 eingetragen.

## Organisationsstruktur
Rechtsgrundlagen sind das Genossenschaftsgesetz und die durch die Vertreterversammlung beschlossene Satzung. Organe der Bank sind der Vorstand, der Aufsichtsrat und die Vertreterversammlung.

## Sicherungseinrichtung
Die Volksbank Halle/Westf. eG ist der amtlich anerkannten Sicherungseinrichtung des Bundesverbandes der Deutschen Volksbanken und Raiffeisenbanken GmbH und der zusätzlichen freiwilligen Sicherungseinrichtung des Bundesverbandes der Deutschen Volksbanken und Raiffeisenbanken e.V. angeschlossen.

## Geschäftsausrichtung
Die Volksbank Halle/Westf. eG betreibt das Universalbankgeschäft. Im Verbundgeschäft arbeitet sie mit der DZ Bank, R+V Versicherung, Bausparkasse Schwäbisch Hall, Teambank, VR Smart Finanz, DZ Hyp und der Union Investment zusammen. Zweck der Genossenschaft ist die wirtschaftliche Förderung und Betreuung der Mitglieder.

## Geschäftsgebiet
Das Geschäftsgebiet liegt im Nordosten des Kreises Gütersloh und im Süden des Landkreises Osnabrück in Niedersachsen. Das Geschäftsgebiet umfasst die Städte Halle (Westf.), Werther (Westf.), Borgholzhausen und Dissen.
An diesen Orten betreibt die Bank Filialen:
- Halle (Westf.) (Hauptstelle, jur. Sitz + 1 SB-Geschäftsstelle)
- Borgholzhausen (Geschäftsstelle)
- Dissen (Geschäftsstelle)
- Werther (Westf.) (Geschäftsstelle)